# エフゲニー・ルカヴィツィン
エフゲニー・ルカヴィツィン（ロシア語: Евгений Владимирович Рукавицын、ロシア語ラテン翻字: Evgeni Vladimirovich Rukavitsin、1977年2月26日 - )は、ロシアのフィギュアスケートコーチ。

## 来歴
シングル選手としてフィギュアスケートを始めたが19歳で現役を終え、コーチ業に転身。

## 指導したスケーター
- コンスタンチン・メンショフ
- クセニヤ・マカロワ
- アリョーナ・レオノワ
- ゴルジェイ・ゴルシュコフ
- ポリーナ・アガフォノワ
- マリア・アルテミエワ
- ドミトリー・アリエフ
- アリサ・フェディチキナ

## 家族
娘のクセニヤもフィギュアスケート選手である。